# Widok (Skierniewice)

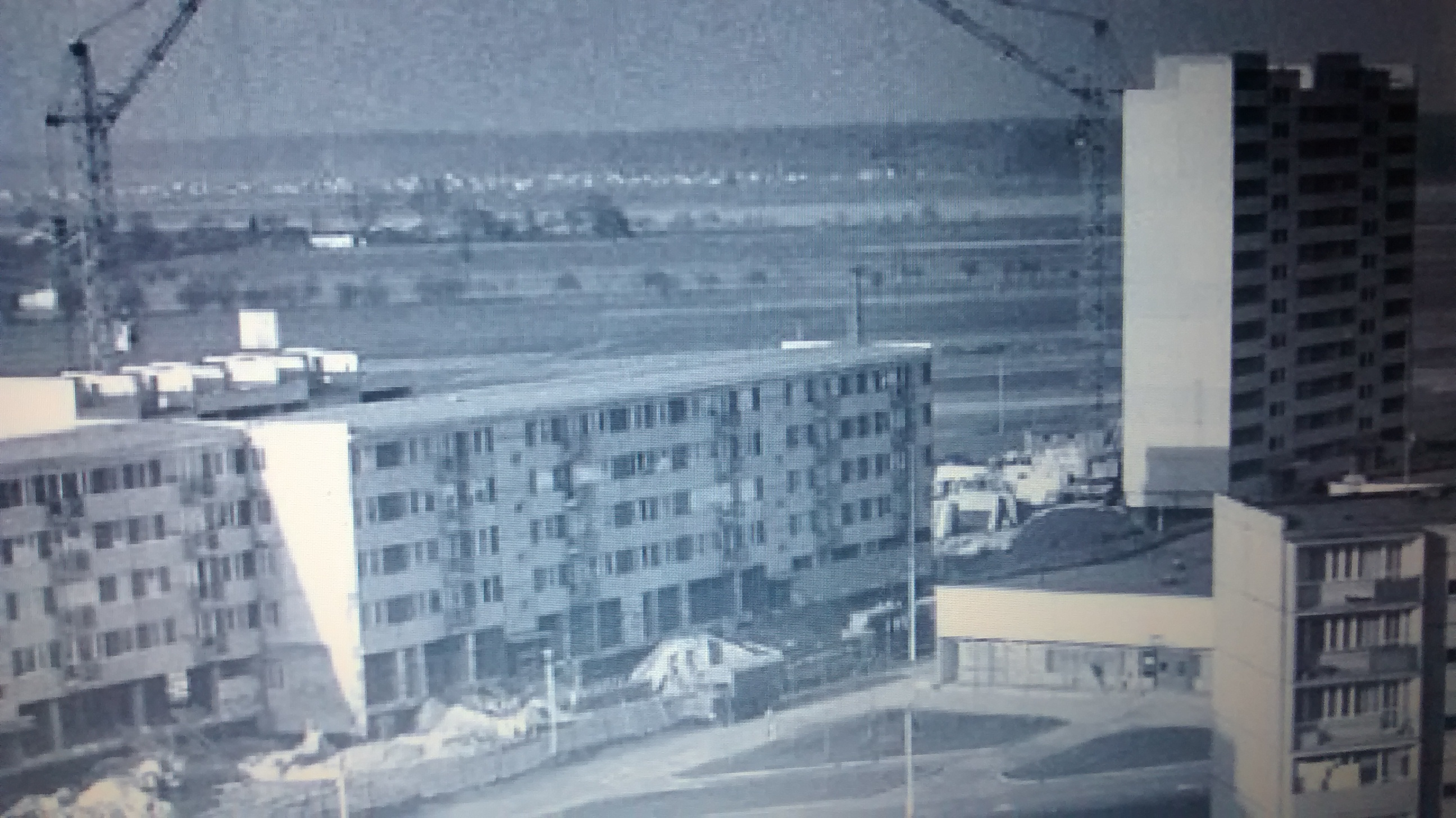
Budowa osiedla Widok (1983 r.)

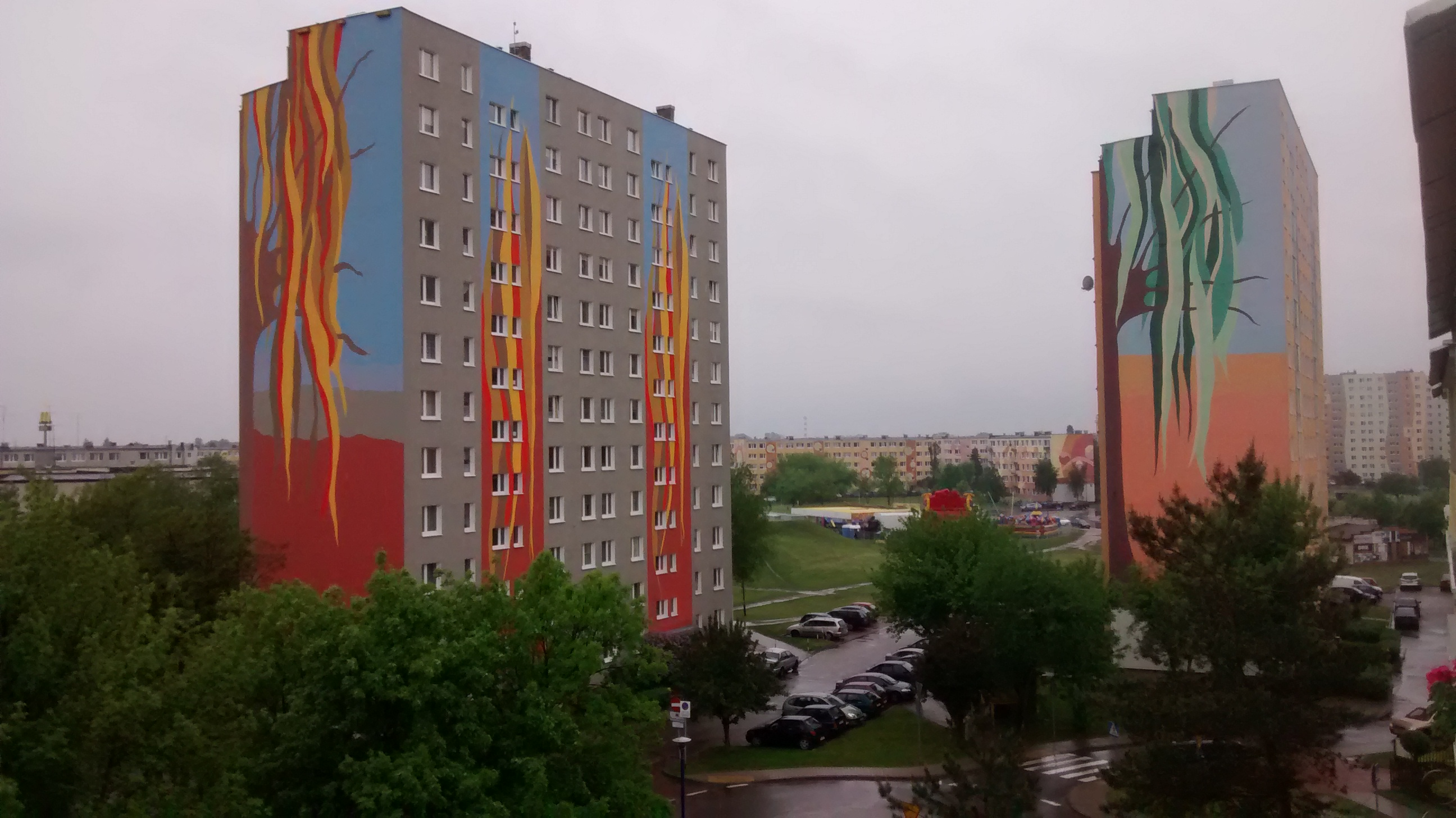
Bloki przy ul. B. Prusa (maj 2016)

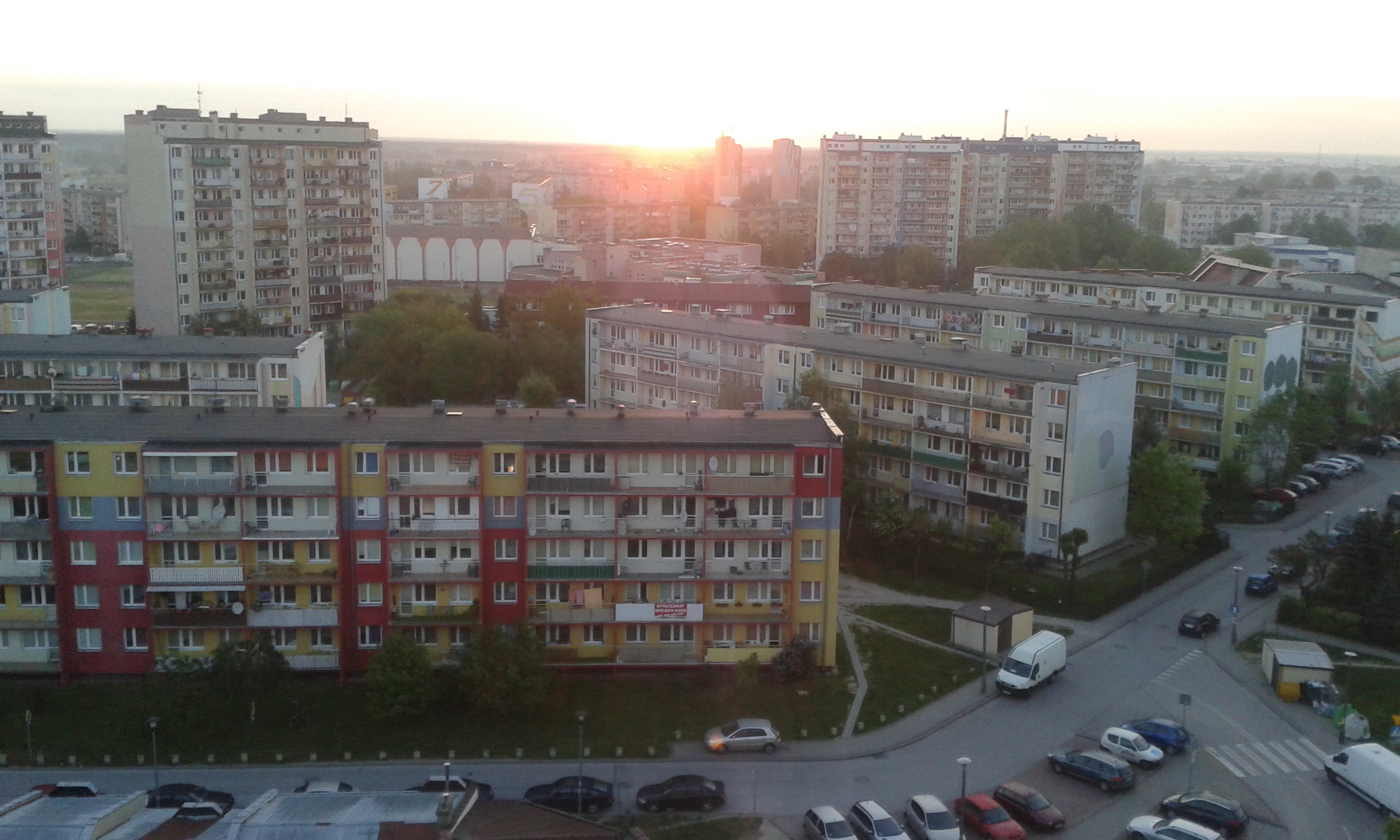
Osiedle Widok rankiem (maj 2016)

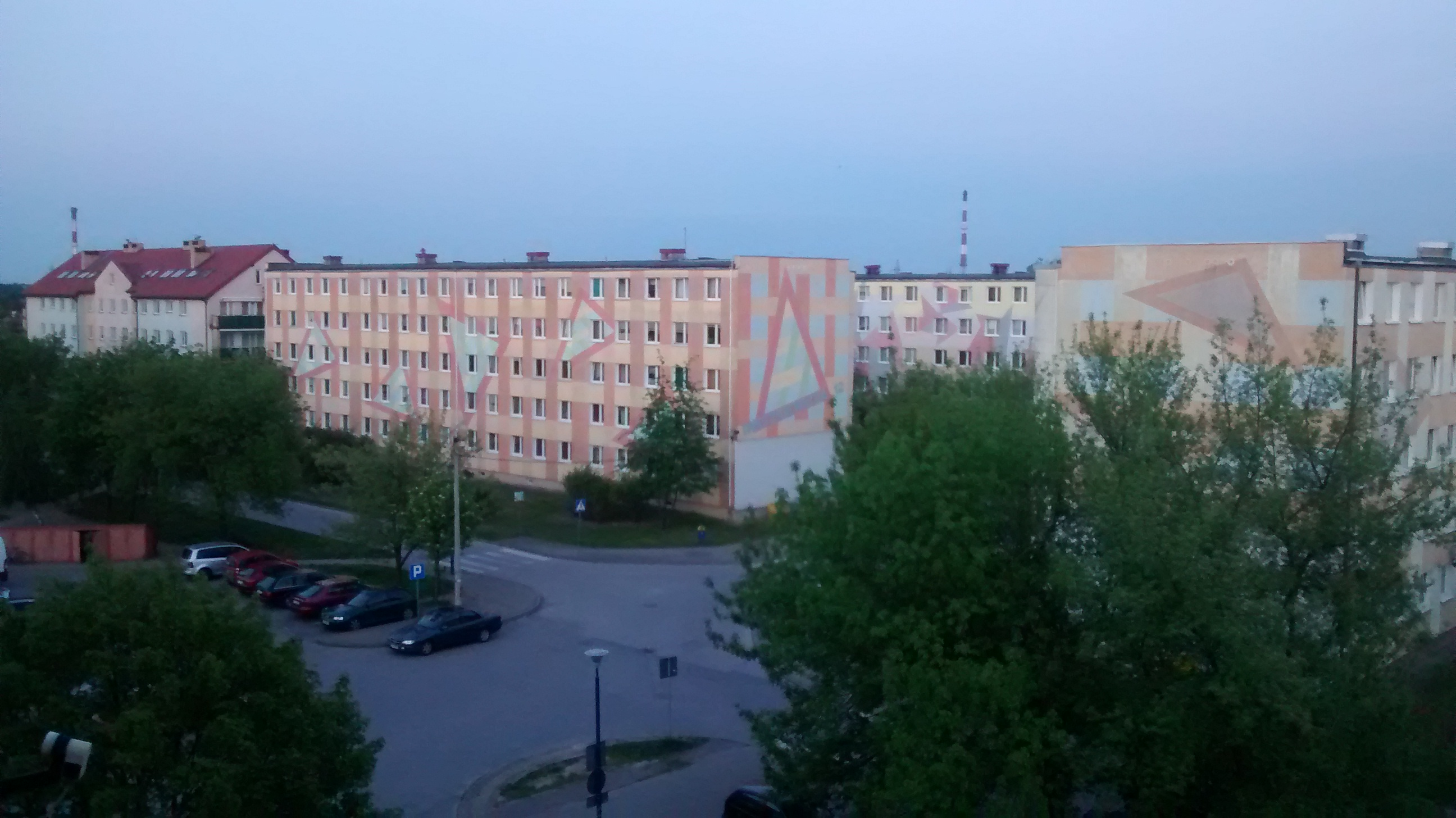
Osiedle przy ul. J. Iwaszkiewicza (maj 2016)

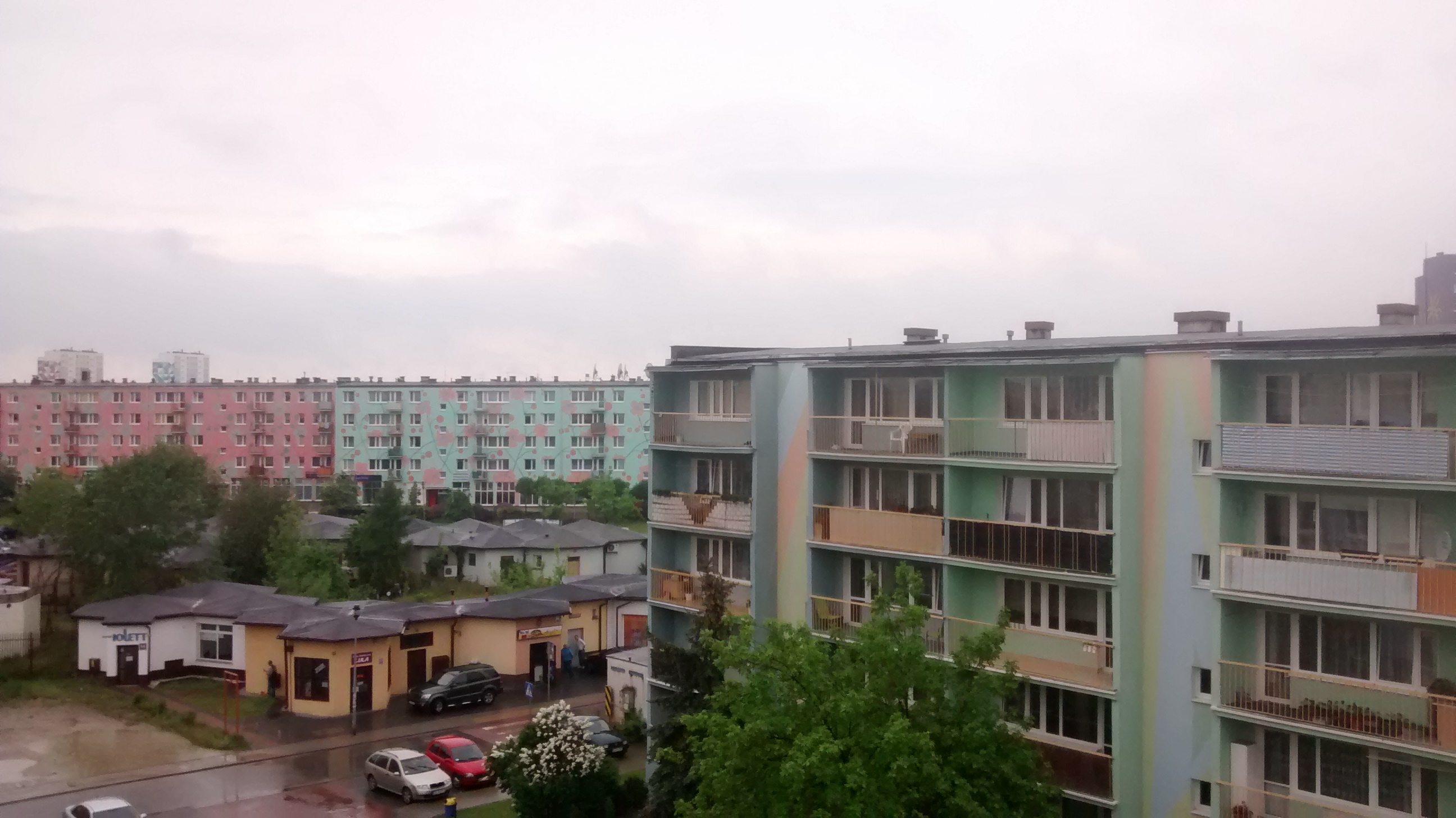
"Plastry Miodów" na osiedlu (maj 2016)

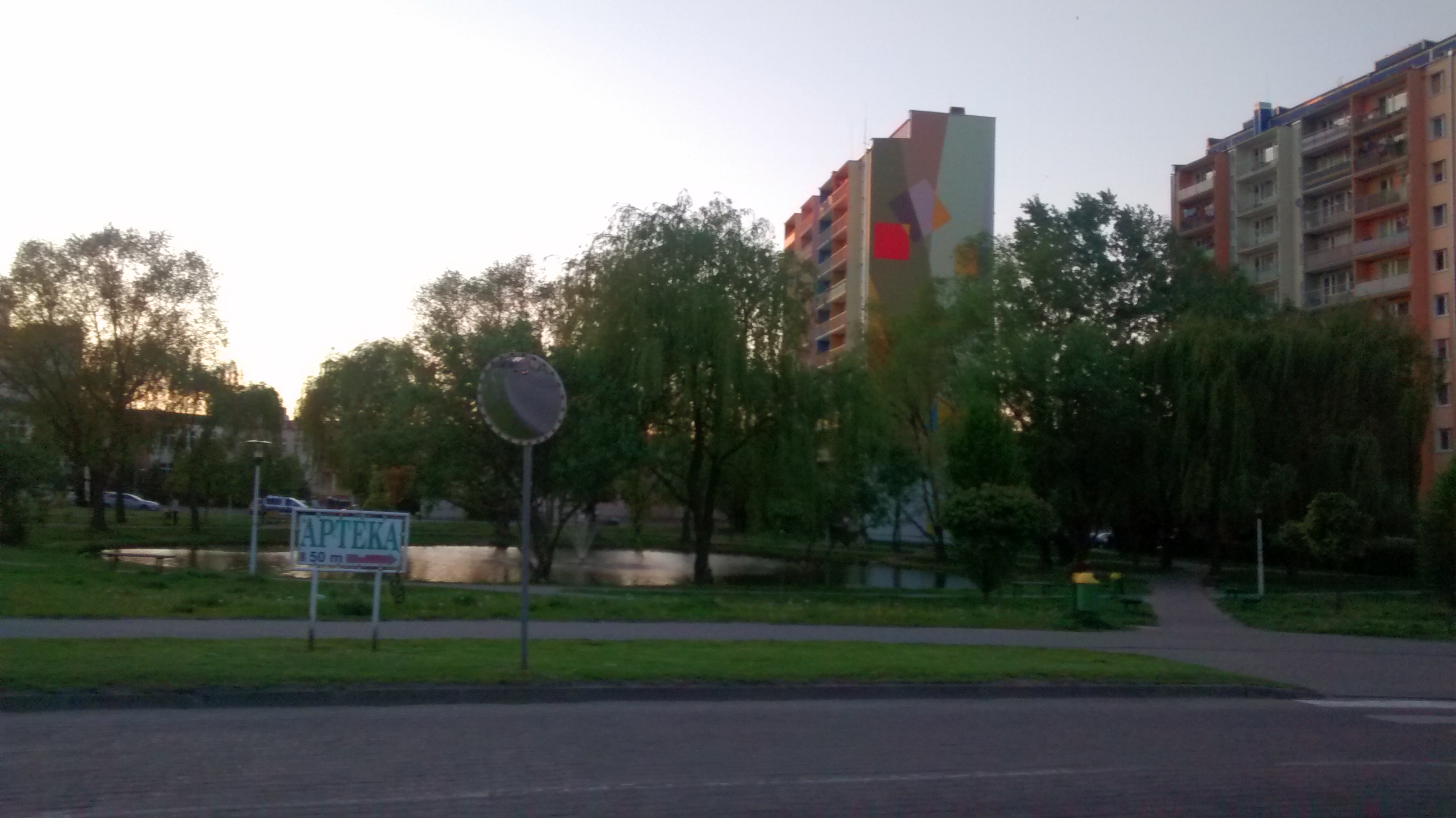
Naturalny staw na osiedlu (maj 2016)

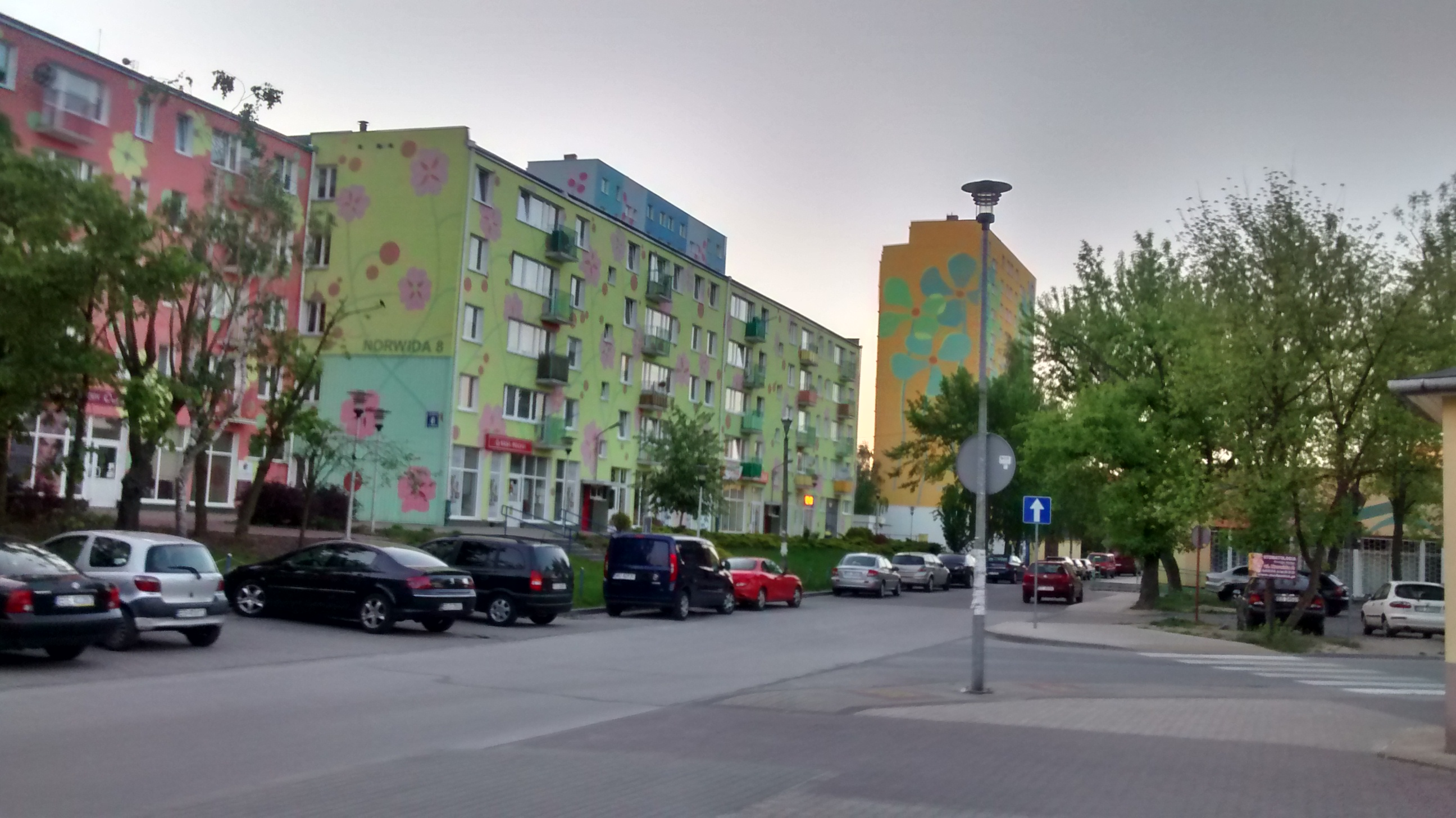
Osiedle Widok - po prawej osiedlowy Klub Oaza (maj 2016)

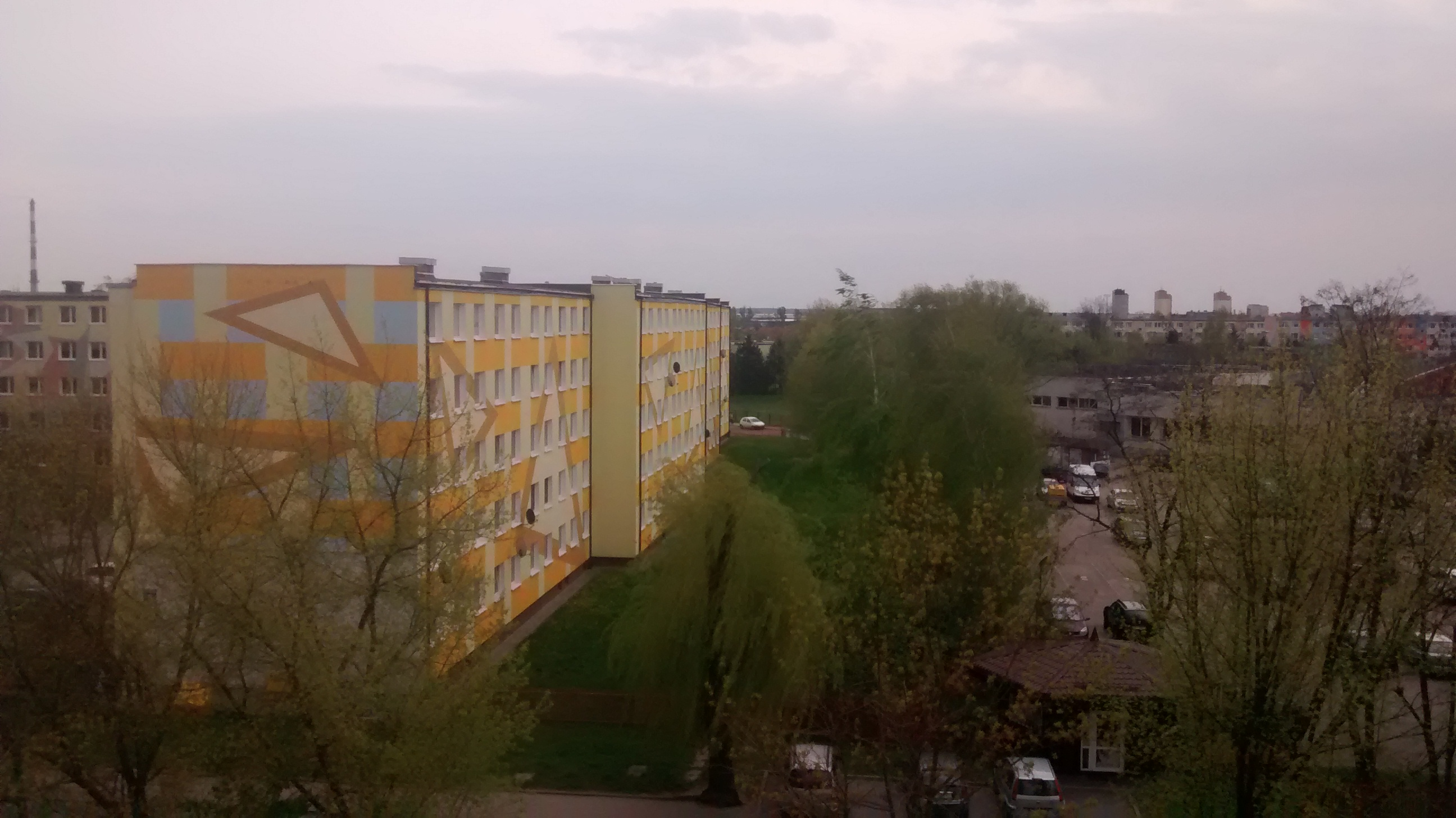
Widok na osiedle z ul. J. Iwaszkiewicza 7

Widok – osiedle Skierniewic położone w północnej części miasta, zamieszkane przez ok. 20 tys. osób. Charakteryzuje się zabudową wielorodzinną z lat 70. i 80. XX w. Granice osiedla wyznacza od północy ul. Armii Krajowej, ul. Łowicka i Stefana Wyszyńskiego od Zachodu, ul. Widok od południa i ul. Nowobielańska od wschodu. Obecne osiedle znajduje się na gruntach dawnej wsi Skierniewka Prawa, ciągnącej się wzdłuż ul. Łowickiej.

## Charakter
Widok jest oddzielony od centrum miasta Skierniewic linią kolejową. Osiedle Widok składa się z kilkudziesięciu cztero- i jedenastopiętrowych bloków zbudowanych w głównie w końcu lat 70. i na początku 80. w technologii wielkopłytowej.
W dzielnicy jest wiele budynków – bloków 4-piętrowych i 11-piętrowych. Pierwszym najwyższym budynkiem zbudowanym  w roku 1983 na osiedlu Widok i w Skierniewicach był blok mieszkalny 11-piętrowy przy ulicy Bolesława Prusa 6.
Kolejne bloki jedenastopiętrowe na Widoku powstawały w przełomie lat 1985–1989. Na terenie Widoku w latach 90. zbudowany został duży kościół parafialny pod wezwaniem Najświętszego Serca Pana Jezusa. Wcześniej w tym samym miejscu znajdowała się kaplica kościelna wybudowana pod koniec lat siedemdziesiątych XX wieku.

## Przyroda
Na obszarze Widoku znajduje się dość dużo obszarów zielonych, zarówno nasadzeń z okresu istnienia współczesnego Widoku, jak też pozostałości sadów przed budową osiedla mieszkaniowego Widok.
Na północ od dzielnicy, w odległości około 2 kilometrów znajduje się Bolimowski Park Krajobrazowy, przez który przebiega szlak po Parku Bolimowskim.

## Historia
Budowa rozpoczęła się w 2. połowie lat 70. XX w. Decyzja o powstaniu dużego skupiska zabudowy wielkomiejskiej została podjęta po przyznaniu Skierniewicom statusu miasta wojewódzkiego. Kilkunastotysięczny Widok miał dość znacznie (o ok. połowę) zwiększyć populację miasta, które było jednym z najmniej ludnych miast wojewódzkich w Polsce i przed budową osiedla liczyło poniżej 30 tys. mieszkańców.

## Infrastruktura
Na Widoku znajdują się placówki handlowo i usługowe:
- sklepy spożywcze i przemysłowe
- markety i supermarkety: Kaufland, Carrefour, Rossmann, Castorama, Biedronka, CCC
- Galeria Handlowa Vendo Park i znajdujące się w niej sklepy:Neonet, Martes Sport, 50 style, Pepco, Hebe, KS Sport
- gastronomia: KFC, McDonald’s oraz Puby.
- apteki, poczta, banki
- stacje benzynowe PKN Orlen, Shell, BP
- opieka zdrowotna – osiedle posiada kilka przychodni lekarskich.

## Oświata i kultura
Na Widoku mieszczą się placówki oświatowe:
- przedszkola
- szkoły podstawowe
- liceum, technikum
- biblioteka
- Klub Oaza Skierniewice

## Sport i rekreacja
W dzielnicy Widok działają kluby sportowe oraz tereny rekreacyjne.
- Klub piłkarski MLKS Widok
- Skierniewicki Klub Karate Kyokushinkai
- MLKS Wojownik Skierniewice – Judo
- W samym centrum Widoku znajduje się pływalnia Nawa wybudowana w 1997 roku.
- Place zabaw ul. Szarych Szeregów, Iwaszkiewicza, Tetmajera.
- Skatepark ul. Szarych Szeregów
- ASW Tiger Skierniewice - Judo

## Komunikacja
Przez osiedle prowadzą trasy kilku linii autobusowych MZK Skierniewice o numerach 3, 5, 6, 7, 8, 10, Z. W pobliżu Widoku znajduje się stacja kolejowa Skierniewice oraz dworzec autobusowy PKS. Na ulicy Widok znajduje się przystanek autobusowy PKS łączący osiedle z Bolimowem, Łowiczem i Sochaczewem.
Przez Widok przebiega dwupasmowa Aleja kard. Stefana Wyszyńskiego, będąca częścią drogi krajowej nr 70 oraz inna ważna trasa – ulica Widok – dwupasmowa, stanowiąca południową granicę osiedla, będąca częścią łódzkiej drogi wojewódzkiej nr 705 w stronę Bolimowa i Sochaczewa.